# Carlton Ogawa
Carlton Ogawa   (Alert Bay, 29 d'agost de 1934 - Vancouver, 23 de setembre de 2006) fou un remer canandenc que va competir durant la dècada de 1950.
El 1956 va prendre part en els Jocs Olímpics d'Estiu de Melbourne, on guanyà la medalla de plata en la prova del vuit amb timoner del programa de rem. N'era el timoner. En el seu palmarès també destaca un campionat nacional.